# Pentti Paasonen
Pentti Kalervo Paasonen  (Rauma, 17. studenoga 1930.) je bivši finski hokejaš na travi i hokejaš na ledu.
Na hokejaškom turniru na Olimpijskim igrama 1952. u Helsinkiju bio je pričuvom finskog sastava, koji je ispao u četvrtzavršnici.
1953. je igrao za Nizozemsku i za Dansku.
U hokeju na travi je igrao za klub Hämeenlinnan Pallokerho koji je osvojio finsko prvenstvo 1951., 1952. i 1954. godine.
U klupskom hokeju na ledu je odigrao je 8 utakmica od 1954. do 1955. godine.